# Steve Pieczenik
Steve Pieczenik (L'Avana, 7 dicembre 1943) è uno psichiatra, scrittore, editore e pianista statunitense che ha raggiunto notorietà internazionale per il suo coinvolgimento nel caso Moro in qualità di funzionario del Dipartimento di Stato degli Stati Uniti d'America ed ha in seguito rilasciato dichiarazioni in sostegno a diverse teorie del complotto.

## Biografia
Nato a Cuba da una famiglia di ebrei russi e polacchi, è cresciuto in Francia; il padre fu un medico che aveva studiato e lavorava a Tolosa, e si rifugiò in Polonia prima della seconda guerra mondiale. La madre, russa di Białystok, lasciò l'Unione Sovietica per l'Europa dopo che in patria diversi suoi familiari erano stati uccisi. I due si conobbero in Portogallo, dove entrambi erano riparati dopo le invasioni da parte della Germania nazista. La coppia si trasferì poi a Cuba, dove nacque Steve. Dopo un periodo di qualche anno di permanenza a Tolosa, la famiglia si trasferì negli Stati Uniti, dove si insediò a Harlem, quartiere popolare di New York, e nel 1951 ottennero i permessi di immigrazione.
All'età di 8 anni, affermano le fonti, già ormai un pianista classico, Pieczenik compose un musical di lunghezza ordinaria.

### Formazione
In cenni autobiografici Pieczenik ha dichiarato di aver frequentato il liceo "Booker T. Washington" di Harlem, e di essere stato ammesso alla Cornell University all'età di 16 anni; lo stesso ateneo gli avrebbe conferito nel 1964 un baccellierato in pre-medicina e psicologia, proseguendo poi gli studi di medicina.
Specializzatosi in psichiatria presso la Harvard University, gli fu assegnato lo "Harry E. Solomon award" per un lavoro dal titolo "The hierarchy of ego-defense mechanisms in foreign policy decision making".
Avrebbe poi conseguito dal Massachusetts Institute of Technology (MIT) un PhD in relazioni internazionali e lo stesso Pieczenik rivendica di essere stato il primo psichiatra ad aver conseguito un dottorato in questo campo.
Nel 1975 fu pubblicato su The American Journal of Psychiatry un suo lavoro dal titolo "Psychological dimensions of international dependency", contenente 13 chiavi di interpretazione finalizzate alla comprensione euristica delle dinamiche di interdipendenza delle relazioni fra le nazioni, a sostegno della tesi per cui alleanze egalitarie e mutui sostegni multinazionali avrebbero dovuto considerarsi alternative preferibili alle [allora] applicate strategie politico-economico-militari.

## Carriera
Pieczenik è stato deputy assistant secretary of state alle dipendenze di Henry Kissinger, Cyrus Vance e James Baker; le sue competenze comprendevano politica estera, gestione delle crisi internazionali e guerra psicologica. È in seguito stato deputy assistant secretary nelle amministrazioni di Gerald Ford, Jimmy Carter, Ronald Reagan e George H. W. Bush.
Nel 1974 Pieczenik entrò nel Dipartimento di Stato come consulente, incaricato della ristrutturazione dell'Ufficio per la Prevenzione del Terrorismo; nel 1976 divenne deputy assistant e si caratterizzò come specialista in "gestione degli ostaggi"; gli viene attribuito un vincente intervento in alcuni casi di presa di ostaggi, ad esempio il dirottamento del volo TWA 355 New-York-Chicago, da parte di indipendentisti croati, o il sequestro del figlio del presidente della repubblica di Cipro.
Nel 1977 collaborò alla soluzione di una situazione di crisi (poi nota come "assedio di Hanafi") in cui 12 uomini armati avevano preso possesso di tre edifici a Washington, uccidendo un giornalista radiofonico e tenendo in ostaggio 149 persone, liberate dopo quasi 40 ore di trattative.

## Coinvolgimento nel caso Moro
Nel 1978, in Italia, appartenenti al gruppo terroristico delle Brigate Rosse rapirono Aldo Moro, presidente della Democrazia Cristiana, allora partito di maggioranza. Pieczenik fu inviato nella Penisola per collaborare con le locali autorità.
Il Ministro dell'interno del tempo, Francesco Cossiga, allestì un comitato di crisi al quale fu aggregato Pieczenik, immediatamente messo a disposizione del governo italiano da Jimmy Carter lo stesso giorno del rapimento. L'importanza dell'invio di un consulente si apprezza appieno, secondo alcune ricostruzioni, considerando che solo un paio di mesi prima il medesimo presidente statunitense aveva decretato (seguendo analogo precedente indirizzo di Gerald Ford) che i servizi di informazione statunitensi non potessero collaborare con governi stranieri in casi di terrorismo, salvo che non fossero in gioco interessi di sicurezza e pericolo per gli USA. Cossiga, informando l'alleato Carter, aveva escluso pericoli per la NATO, ma precisava tuttavia che Moro era a conoscenza di segreti di stato come la struttura di stay-behind (in Italia Gladio), e il consulente fu inviato. Giunto dopo pochi giorni a Roma, sarebbe stato subito informato da Cossiga della assoluta mancanza di idee su come gestire una crisi quale quella in essere, di una strategia o di un "sistema operativo".
A vent'anni dai fatti, nel 1998, si sviluppò una pesante polemica politica riguardante il tenore di alcune affermazioni del Pieczenik, secondo il quale Moro avrebbe potuto essere salvato e restituito alla vita politica, ma sarebbe stato vittima di un "complotto ad altissimo livello" avente lo scopo di evitare che lo statista fosse liberato; lo psichiatra descrisse un contesto in cui, oltre alla mancanza di intenzione di salvare Moro, affermava di aver riscontrato una grave ricorrenza di infiltrazioni e fughe di notizie (che a suo dire pervenivano perfino alle Brigate Rosse), e per questo, convintosi dell'impossibilità di salvare l'ostaggio, se ne sarebbe tornato in patria. Richard Gardner, al tempo del sequestro ambasciatore USA in Italia, smentì che Pieczenik si fosse allontanato per questo, affermando invece che dopo un mese dal suo arrivo gli avrebbe richiesto di tornarsene in America, giudicandolo non attendibile; il medesimo Gardner, invero, in un suo libro di memorie afferma che Pieczenik sarebbe stato inviato in Italia su richiesta del governo italiano (guidato da Giulio Andreotti) con lo scopo di aiutare a trovare Moro, ed essendo un negoziatore (o come lo descrive lo stesso ambasciatore uno "psichiatra con esperienza in gestione di situazioni di crisi con ostaggi e terroristi"), avrebbe collaborato con Cossiga per provare a rintracciare il rapito attraverso lo studio dei comunicati dei terroristi e delle lettere dello statista, ma la sua presenza non condusse ad alcuna traccia utile a ritrovarlo. Pieczenik comunque lasciò l'Italia, almeno ufficialmente, il 16 aprile, a sequestro ampiamente ancora in corso; ma il medesimo 16 aprile la sua presenza era già attestata negli Stati Uniti insieme a quella di Vito Miceli, ex direttore del SID e al tempo deputato del Movimento Sociale Italiano, proprio mentre rientrava in Italia l'esponente comunista Giorgio Napolitano che aveva con un certo clamore visitato gli USA, facendo tappa in alcune università fra le quali Harvard e MIT, in cui aveva studiato Pieczenik. Miceli sarebbe pochi giorni dopo stato indicato dallo stesso Moro, nella lettera a Flaminio Piccoli del 29 aprile, come una delle persone potenzialmente utili in quanto esperte di scambi di ostaggi.

Le ricerche di Moro al Lago della Duchessa dopo il falso comunicato n.7

Il 18 aprile 1978, due giorni dopo il rimpatrio dello psichiatra, fu fatto ritrovare un falso comunicato delle Brigate Rosse (n. 7) nel quale si "dava notizia" della conclusione del processo a Moro e della "avvenuta esecuzione" dello stesso mediante "suicidio"; il testo indicava che la salma si sarebbe trovata sui fondali del Lago della Duchessa, in provincia di Rieti. Prima che il comunicato fosse riconosciuto come falso (la superficie del lago era ghiacciata da mesi, fu subito evidente che il cadavere non poteva trovarsi lì), furono esperiti tentativi di recupero della salma e di esplorazione dei fondali (per aprire un varco nella superficie si dovettero far brillare due cariche di tritolo da quattro kg l'una), ovviamente vani. Il comunicato sarebbe stato, secondo molti osservatori, con elevata probabilità realizzato da tale Antonio Chichiarelli, detto Tony, che era un falsario legato alla Banda della Magliana, poi ucciso in circostanze non chiarite. Nell'intervista a L'Unità del 2007 Pieczenik rivendicò la piena paternità della realizzazione del falso comunicato: "Decidemmo quindi, d'accordo con Cossiga, che era il momento di mettere in pratica una operazione psicologica e facemmo uscire così il falso comunicato". 

Aldo Moro fu ucciso il 9 maggio 1978 e il suo cadavere fu fatto ritrovare al centro di Roma.

Lo scopo "psicologico" del comunicato avrebbe dovuto preparare l'opinione pubblica italiana al peggio e comunicare alle Brigate Rosse che non ci sarebbe stata trattativa, lo Stato dava Moro già per morto; ciò, sostenne Pieczenik, avrebbe dovuto affondare il "partito della trattativa". In realtà, quando apparve il "vero" comunicato numero 7, emesso davvero dei terroristi, alcuni osservatori (ad esempio Sandro Viola su la Repubblica) sostennero che chi scricchiolava era il "partito della fermezza", e che c'era da ipotizzare che il comunicato falso potesse non essere "falso" affatto, per quanto "ha giovato troppo puntualmente ed efficacemente al «piano» terrorista".
Ad ogni modo, fra le tante dichiarazioni del Pieczenik sulla vicenda, se ne rinviene una in cui dichiarò di essere ripartito da Roma perché il suo compito era esaurito: "dopo il comunicato numero 5 era evidente che non ci sarebbe stata più alcuna trattativa"; il "suo" falso comunicato era però il numero 7.
Nel 2006 uscì in Francia un libro dal titolo "Abbiamo ucciso Aldo Moro", scritto da Pieczenik in collaborazione con Emmanuel Amara, e lo psichiatra rilasciò diverse interviste in merito alle vicende italiane. A L'Unità, organo ufficiale del Partito Comunista Italiano (che proprio nel 1978 stava per stringere il compromesso storico con la Democrazia Cristiana di Moro), dichiarò che la sua strategia aveva al primo punto guadagnare tempo e mantenere in vita Moro, ma anche, contemporaneamente, "impedire l'ascesa dei comunisti di Berlinguer al potere, ridurre la capacità degli infiltrati nei Servizi e immobilizzare la famiglia Moro nelle trattative". Lette le missive di Moro dalla prigionia e analizzati i comunicati dei brigatisti, "Vidi che Moro era angosciato e stava facendo rivelazioni che potevano essere lesive per l'Alleanza Atlantica. Decisi allora che doveva prevalere la Ragione di Stato anche a scapito della sua vita. [...] Sono stato io [...] a decidere che il prezzo da pagare era la vita di Moro". Nell'intervista rilasciata poco tempo prima ad Amara aveva affermato che la decisione di lasciar morire Moro fu presa verso la quarta settimana di sequestro, "quando le lettere di Moro hanno cominciato ad essere disperate" e questo faceva temere che potesse rivelare segreti di stato, ma in questa sede dichiarava che "la decisione finale [...] fu di Cossiga e, credo, anche di Andreotti".
Cossiga, che era a capo del comitato di crisi in cui lo psichiatra era stato inserito e che come ministro era il responsabile politico e istituzionale delle scelte, ha in più occasioni commentato le sortite di Pieczenik, spesso smentendole in tutto o in parte.
Nel 1980 si diffuse la notizia secondo cui la paternità della locuzione "grande vecchio", con la quale si intendeva alludere ad un misterioso capo occulto delle Brigate Rosse, forse responsabile di qualche altra trama, sarebbe stata di Pieczenik; il settimanale L'Europeo la pubblicò a cavallo fra aprile e maggio, ma il quotidiano La Stampa ne anticipò un sunto, pubblicando stralci dell'identikit di questo presunto soggetto "compilato da tecnici americani con il computer e illustrato da Pieczenik".

## Altre attività
Il 17 settembre 1978 furono siglati gli Accordi di Camp David, al termine di un negoziato durato 12 anni, e secondo alcune fonti Pieczenik avrebbe dato il suo apporto come consulente in dinamiche psico-politiche.
Seguì come psichiatra la Crisi degli ostaggi in Iran (1979-1981) e le sue conseguenze sulla psiche dei prigionieri liberati; pose termine alla sua collaborazione come deputy assistant all'inizio di questa crisi.
Nel 2004 e nel 2005 ha pubblicato due articoli per lo American Intelligence Journal, testata della National Military Intelligence Association.
Nel 2012 è stato accreditato a convegni cui ha partecipato qualificandosi come consulente dello United States Institute of Peace e della RAND Corporation; nello stesso anno il suo nome, sino ad allora regolarmente incluso, scompare dall'elenco dei membri del Council on Foreign Relations (Consiglio per le relazioni internazionali) pubblicato sul relativo sito web. Nel febbraio 2012 il suo nome era stato reperito nei cospicui elenchi della società di "global intelligence" Stratfor, pubblicati da Wikileaks.

## Polemiche politiche
Pieczenik ha rilasciato dichiarazioni e commenti che in più di un'occasione hanno suscitato contrastanti reazioni.
Il 24 aprile del 2002, intervistato da Alex Jones, popolare anchorman statunitense, fra un giudizio storico e l'altro si lanciò a parlare in senso fortemente negativo della Svezia e di un misterioso premio Nobel per la pace svedese che però non risulta nell'elenco ufficiale dei premiati, almeno con il nome che ne fece lo psichiatra: Gunnar Nordahl, che è il nome di un famoso svedese che conquistò altri premi, e molti, ma non quello, essendo solo un - pur celeberrimo - calciatore; un premio Nobel lo ricevette nel 1974 lo svedese Gunnar Myrdal, ma per l'economia, mentre dieci anni dopo fu sua moglie Alva Reimer a riceverlo per la pace.
Nel prosieguo, Pieczenik definì il comportamento di Kissinger narcisistico e l'uomo impulsivo, puerile, bizzoso. Qualche minuto dopo discettò di importanti legami fra la famiglia di Bush e quella di Osama bin Laden.
Ad Alex Jones rilasciò nel corso del tempo diverse altre interviste, sempre con inattese rivelazioni. Il 3 marzo 2011 asserì che Osama bin Laden fosse morto per sindrome di Marfan poco dopo l'attentato alle Torri Gemelle. Il 21 ottobre successivo affermò che il leader libico Muʿammar Gheddafi sarebbe stato ancora vivo, nonostante il giorno prima le truppe multinazionali di occupazione avessero dato notizia della sua uccisione, e soggiunse che il presidente statunitense del tempo, Barack Obama fosse un "bugiardo patologico ossessivo". Il 16 settembre 2012 "predisse" che Israele avrebbe inteso attaccare l'Iran durante lo Yom Kippur del 2012 a meno che Benjamin Netanyahu non fosse stato prima assassinato da agenti dell'ex Mossad o dell'ex Shin Bet; oggettivamente si deve rilevare che non si avverò né l'uno né l'altro pronostico. Tra le varie teorie complottistiche da lui supportate nel programma di Jones anche quella che considerava il Massacro alla Sandy Hook Elementary School una messinscena volta a promuovere maggiori controlli sulle vendita delle armi.
Steve Pieczenik, in un'intervista su Infowars del 2016, rilasciata ad Alex Jones (riportata nel video dal titolo "Internal Coup Against Hillary Clinton Has Begun: Red Alert") ha dichiarato che negli Stati Uniti, i due veri poteri che governano (la Casa Bianca ed i servizi segreti) stanno combattendo una guerra tra loro (che lui definisce "colpo di stato" e "contro-colpo di stato"), per decidere se Hillary Clinton debba e possa diventare il prossimo presidente o meno. Pieczenik, in tale trasmissione, ha quindi ammesso che è in corso una vera e propria guerra di potere tra queste due fazioni. In questo contro-colpo di stato portato avanti contro i Clinton, egli ammette, l'aiuto che i Servizi hanno dato a Julian Assange, passandogli grandi quantità di email ed informazioni (che poi lui ha pubblicato) è stato fondamentale.

## Attività artistiche
Pieczenik ha scritto diversi libri con Tom Clancy. In particolare composero insieme le serie Op-Center e Net Force.